# Bruno Midali
Bruno Midali (Milano, 20 marzo 1903 – Chiavari, 3 gennaio 1978) è stato un calciatore e allenatore di calcio italiano, di ruolo portiere.

## Carriera
Esordisce nel G.S. Marelli, e in seguito gioca il campionato di Prima Divisione 1922-1923 con la maglia del Milan: l'allenatore austriaco Ferdi Oppenheim lo schiera ripetutamente titolare preferendolo a Norsa, e colleziona 15 presenze: esordisce il 24 dicembre 1922, nel pareggio esterno a Modena per 1-1. Nella stagione successiva le presenze salgono a 19, annata in cui paga la stagione negativa della difesa milanista, e nel campionato 1924-1925 scende in campo sette volte, sotto la guida di Vittorio Pozzo. L'ultima presenza in rossonero è datata 7 dicembre 1924 contro la Pro Vercelli.
Ceduto dalla formazione rossonera, milita poi nel Vigevanesi, con cui vince il campionato di Terza Divisione 1926-1927, e nel 1927 passa al Piacenza, in Seconda Divisione. In Emilia gioca da titolare due campionati, conquistando il primo posto nella stagione 1927-1928 e partecipando alla Prima Divisione 1928-1929, nel frattempo declassata a terzo livello del calcio italiano. Lasciata Piacenza, milita nel Varese e nella Vogherese, per poi far ritorno a Piacenza nel 1931, giocando come riserva del titolare Giovanni Penzi sempre in Prima Divisione.
Nel campionato di Prima Divisione 1941-1942 allena il Dopolavoro Dipendenti Ministero della Guerra, formazione affiliata al Piacenza.

## Palmarès
- Seconda Divisione: 1

Piacenza: 1927-1928